# Stora Åstjärnen, Dalarna
Stora Åstjärnen är en sjö i Rättviks kommun i Dalarna och ingår i Dalälvens huvudavrinningsområde.